# Pseudoleskeella papillosa
Pseudoleskeella papillosa là một loài Rêu trong họ Leskeaceae. Loài này được (Lindb.) Kindb. miêu tả khoa học đầu tiên năm 1897.